# Toxodera hauseri
Toxodera hauseri är en bönsyrseart som beskrevs av Roger Roy 2009. Toxodera hauseri ingår i släktet Toxodera och familjen Toxoderidae. Inga underarter finns listade i Catalogue of Life.